# Storden (Minnesota)
Storden es una ciudad ubicada en el condado de Cottonwood en el estado estadounidense de Minnesota. En el Censo de 2010 tenía una población de 219 habitantes y una densidad poblacional de 380,88 personas por km².

## Geografía
Storden se encuentra ubicada en las coordenadas 44°2′23″N 95°19′10″O / 44.03972, -95.31944. Según la Oficina del Censo de los Estados Unidos, Storden tiene una superficie total de 0.57 km², de la cual 0.57 km² corresponden a tierra firme y (0%) 0 km² es agua.

## Demografía
Según el censo de 2010, había 219 personas residiendo en Storden. La densidad de población era de 380,88 hab./km². De los 219 habitantes, Storden estaba compuesto por el 96.8% blancos, el 1.37% eran afroamericanos, el 0% eran amerindios, el 0% eran asiáticos, el 0% eran isleños del Pacífico, el 0% eran de otras razas y el 1.83% pertenecían a dos o más razas. Del total de la población el 0.91% eran hispanos o latinos de cualquier raza.